# Liste der Biografien/Schneider, J
Liste der Biografien |
Portal Biografien |
J Personensuche
# |
A |
B |
C |
D |
E |
F |
G |
H |
I |
J |
K |
L |
M |
N |
O |
P |
Q |
R |
S |
T |
U |
V |
W |
X |
Y |
Z |
?
 
Sa |
Sb |
Sc |
Sd |
Se |
Sf |
Sg |
Sh |
Si |
Sj |
Sk |
Sl |
Sm |
Sn |
So |
Sp |
Sq |
Sr |
Ss |
St |
Su |
Sv |
Sw |
Sy |
Sz
 
Sca–Sce |
Sch |
Sci–Scz
 
Scha |
Schc |
Schd |
Sche |
Schg |
Schi |
Schj |
Schk |
Schl |
Schm |
Schn |
Scho |
Schp |
Schr |
Schs |
Scht |
Schu |
Schv |
Schw |
Schy
 
Schna |
Schne |
Schni |
Schno |
Schnu |
Schny
 
Schneb |
Schnec |
Schned |
Schnee |
Schneg |
Schneh |
Schnei |
Schnek |
Schnel |
Schnep |
Schner |
Schnet |
Schneu |
Schnew |
Schney |
Schnez
 
Schneib |
Schneic |
Schneid |
Schneie |
Schneik |
Schneis |
Schneit
 
Schneida |
Schneide |
Schneidh |
Schneidl |
Schneidm |
Schneidr |
Schneidt
 
Schneidem |
Schneiden |
Schneider |
Schneidew
 
Schneider, A |
Schneider, B |
Schneider, C |
Schneider, D |
Schneider, E |
Schneider, F |
Schneider, G |
Schneider, H |
Schneider, I |
Schneider, J |
Schneider, K |
Schneider, L |
Schneider, M |
Schneider, N |
Schneider, O |
Schneider, P |
Schneider, R |
Schneider, S |
Schneider, T |
Schneider, U |
Schneider, V |
Schneider, W |
Schneider, Y |
Schneiderb |
Schneidere |
Schneiderf |
Schneiderh |
Schneiderl |
Schneiderm |
Schneidero |
Schneiders |
Schneiderw
Die Liste der Biografien führt alle Personen auf, die in der deutschsprachigen Wikipedia einen Artikel haben. Dieses ist eine Teilliste mit 103 Einträgen von Personen, deren Namen mit den Buchstaben „Schneider, J“ beginnt.

## Schneider, J

### Schneider, Ja
- Schneider, Jacob (1782–1855), nassauischer Politiker
- Schneider, Jacob (1818–1898), deutscher Pädagoge
- Schneider, Jacob Sparre (1853–1918), norwegischer Zoologe und Entomologe
- Schneider, Jacques (1879–1928), französischer Industrieller, Stifter der Schneider-Trophy
- Schneider, Jacques (* 1992), deutscher Basketballtrainer
- Schneider, Jakob (* 1994), deutscher Ruderer
- Schneider, Jan (* 1976), deutscher Leichtathlet
- Schneider, Jan (* 1978), deutscher Jazzmusiker und Hochschullehrer
- Schneider, Jan (* 1981), deutscher Politiker (CDU), MdL
- Schneider, Jan Georg (* 1967), deutscher Sprachwissenschaftler
- Schneider, Jan-Marc (* 1994), deutscher Fußballspieler
- Schneider, Jana (* 2002), deutsche SchachspielerinJana Schneider (* 2002)

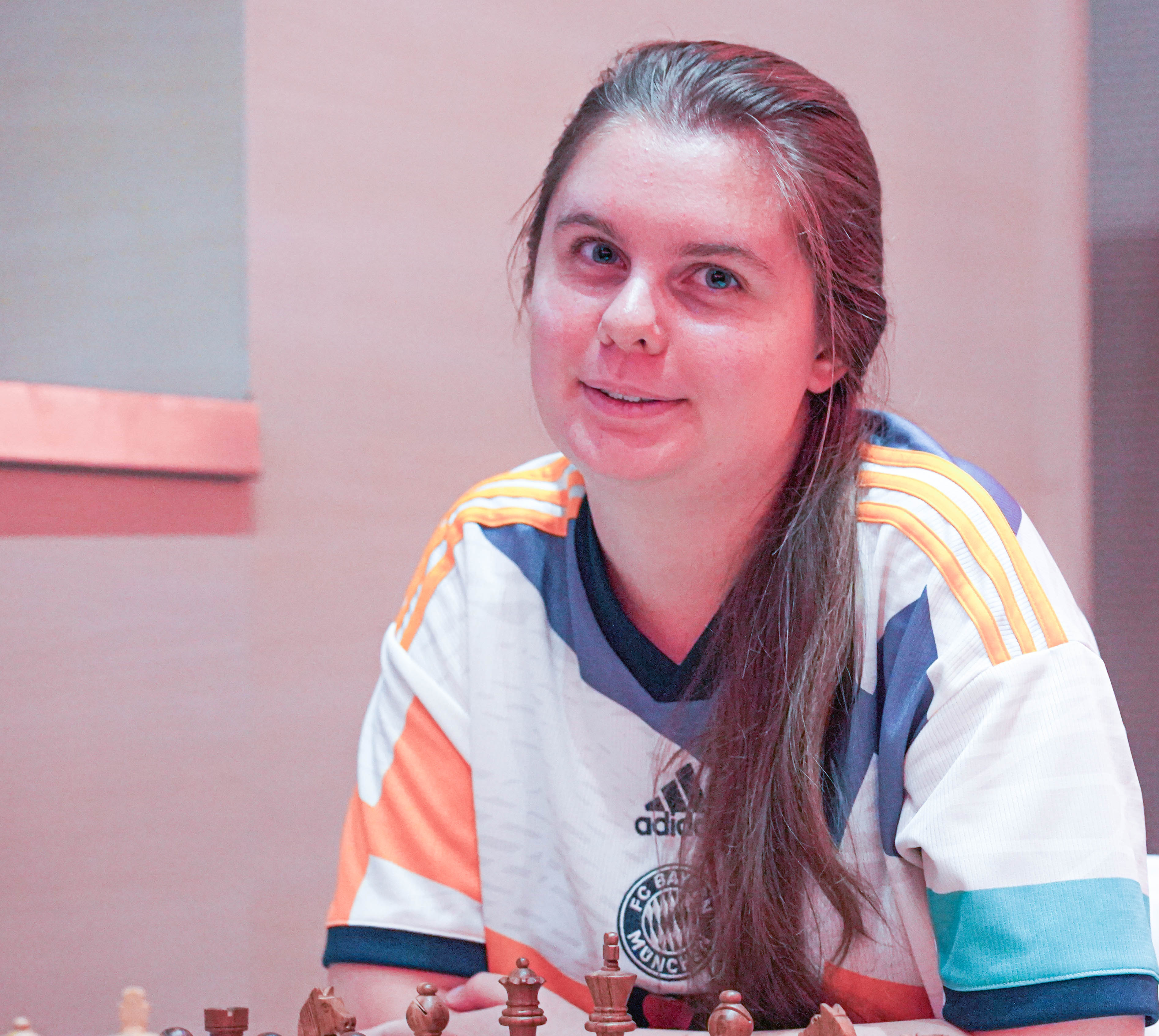
Jana Schneider (* 2002)

- Schneider, Janine (* 1961), deutsche Tänzerin, Choreographin und Tanzpädagogin
- Schneider, Jannik (* 1996), deutscher Fußballspieler
- Schneider, Jason, deutscher Jazzmusiker (Trompete, Komposition)

### Schneider, Je
- Schneider, Jean-Luc (* 1959), französischer neuapostolischer Geistlicher
- Schneider, Jenny (1924–2004), Schweizer Kunsthistorikerin, Autorin und Museumsdirektorin
- Schneider, Jens (* 1969), deutscher Bauingenieur
- Schneider, Jens-Holger (* 1971), deutscher Politiker (AfD), MdL (Mecklenburg-Vorpommern)
- Schneider, Jens-Peter (* 1963), deutscher Rechtswissenschaftler

### Schneider, Ji
- Schneider, Jimmy (1923–1995), Schweizer Eisenplastiker, Zeichner und Maler

### Schneider, Jo
- Schneider, Joachim (* 1912), deutscher Schauspieler bei Bühne, Film und Fernsehen
- Schneider, Joachim (1939–2019), deutscher Gitarrenbauer
- Schneider, Joachim (* 1960), deutscher Historiker
- Schneider, Jochen (1942–2020), deutscher Kanute
- Schneider, Jochen (* 1947), deutscher General
- Schneider, Jochen (* 1970), deutscher Fußballfunktionär
- Schneider, Jochen M. (* 1969), deutscher Materialforscher
- Schneider, Johann (1702–1788), deutscher Komponist, Geiger und Organist
- Schneider, Johann (1792–1858), Schweizer Politiker
- Schneider, Johann (* 1944), deutscher Soziologe und Hochschulpräsident
- Schneider, Johann (* 1963), deutscher evangelisch-lutherischer Theologe
- Schneider, Johann Alois (1752–1818), deutscher Geistlicher, katholischer Bischof in Sachsen
- Schneider, Johann Balthasar (1612–1656), Gesandter des Heiligen Römischen Reiches beim Westfälischen Friedenskongress in Münster
- Schneider, Johann Baptist (1840–1905), österreichischer Geistlicher, Generalvikar und Weihbischof der Erzdiözese Wien
- Schneider, Johann Bernhard Michael (1905–1984), deutscher Schachkomponist
- Schneider, Johann Christian Jakob (1767–1837), deutscher Mediziner
- Schneider, Johann Friedemann (1669–1733), deutscher Logiker, Physiker und Jurist
- Schneider, Johann Friedrich (1804–1852), deutscher Jurist, Mitglied der Frankfurter Nationalversammlung
- Schneider, Johann Gottlieb (1797–1856), deutscher Organist
- Schneider, Johann Gottlob junior (1789–1864), deutscher Komponist und Organist
- Schneider, Johann Gottlob senior (1753–1840), deutscher Organist und Kantor
- Schneider, Johann Gottlob Theaenus (1750–1822), deutscher Altphilologe und NaturwissenschaftlerJohann Gottlob Theaenus Schneider (1750–1822)

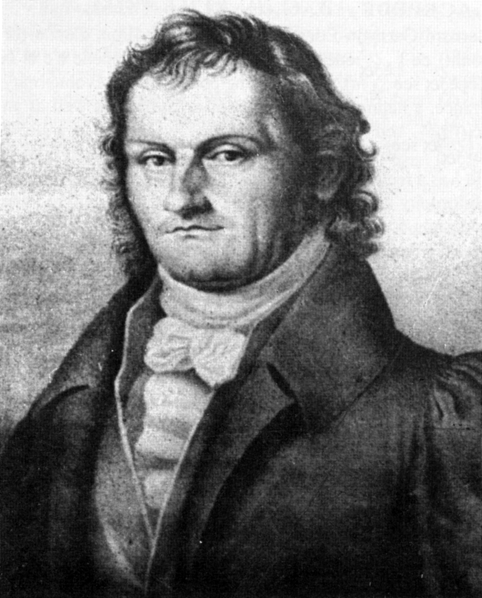
Johann Gottlob Theaenus Schneider (1750–1822)

- Schneider, Johann Jakob (1797–1859), deutsch-schweizerischer Mundartdichter, Dichter, Pfarrer und Schriftsteller
- Schneider, Johann Joseph (1777–1854), deutscher Arzt
- Schneider, Johann Kaspar (1753–1839), deutscher Landschafts- und Porträtmaler
- Schneider, Johann Rudolf (1804–1880), Schweizer Arzt und Politiker
- Schneider, Johann Traugott (1788–1835), deutscher Lokalhistoriker, Vereinsvorsitzender und Polizeiinspektor
- Schneider, Johanna (* 1986), deutsche Jazzmusikerin (Gesang, Komposition)
- Schneider, Johannes († 1551), deutscher Geistlicher und Weihbischof in Paderborn
- Schneider, Johannes (1824–1876), deutscher römisch-katholischer Pfarrer, Ordensgründer
- Schneider, Johannes (1857–1930), deutscher evangelischer Theologe
- Schneider, Johannes (1862–1925), sächsischer Generalmajor
- Schneider, Johannes (1879–1944), russlanddeutscher römisch-katholischer Geistlicher und Märtyrer
- Schneider, Johannes (1887–1914), deutscher Fußballtorhüter
- Schneider, Johannes (1895–1970), deutscher baptistischer Theologe
- Schneider, Johannes (1910–2006), deutscher mittellateinischer Philologe
- Schneider, Johannes (1931–1989), deutscher Prähistoriker
- Schneider, Johannes (* 1956), österreichischer Franziskaner und Theologe
- Schneider, Johannes (* 1964), deutscher Tibetologe und Indologe
- Schneider, John (* 1950), US-amerikanischer klassischer Gitarrist
- Schneider, John (* 1960), US-amerikanischer SchauspielerJohn Schneider (* 1960)

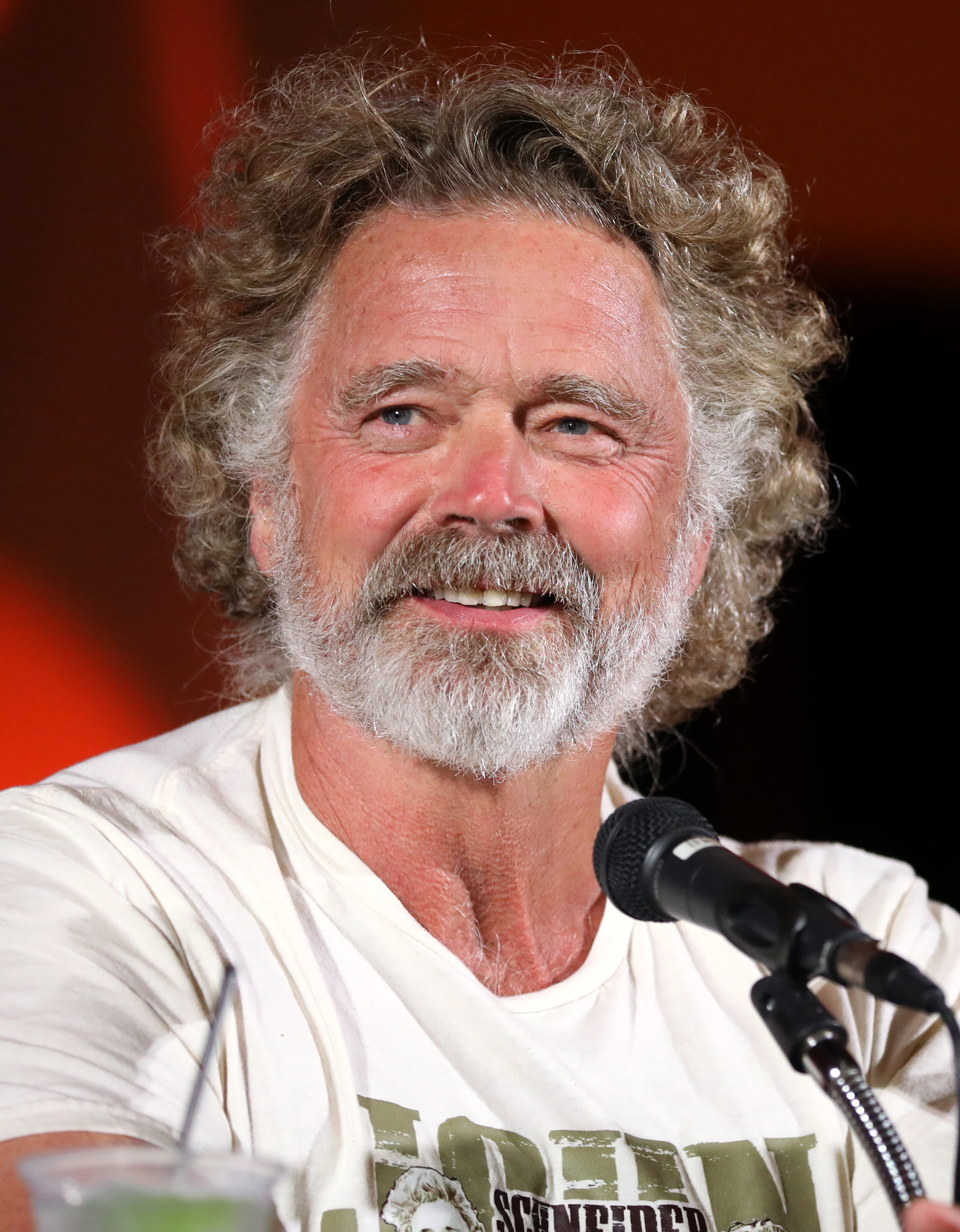
John Schneider (* 1960)

- Schneider, Jörg (1928–2016), deutscher Mediziner
- Schneider, Jörg (* 1934), deutscher Bauingenieur
- Schneider, Jörg (1935–2015), Schweizer Schauspieler
- Schneider, Jörg (* 1948), deutscher Paläontologe
- Schneider, Jörg (* 1958), deutscher Manager, ehemaliges Vorstandsmitglied der Münchener Rück
- Schneider, Jörg (* 1961), deutscher Filmregisseur und Kameramann
- Schneider, Jörg (* 1964), deutscher Wirtschaftsingenieur und Politiker (AfD), MdB
- Schneider, Jörg (* 1967), deutscher Politiker (SPD)
- Schneider, Jörg (* 1969), österreichischer Opernsänger (Tenor)
- Schneider, Josef (1891–1966), Schweizer Ruderer
- Schneider, Josef (1891–1971), deutscher Politiker (SPD)
- Schneider, Josef (1893–1978), deutscher Politiker (CDU), Bürgermeister und MdL Württemberg-Hohenzollern
- Schneider, Josef (* 1901), österreichischer Fußballspieler
- Schneider, Josef (1906–1998), römisch-katholischer Erzbischof von Bamberg
- Schneider, Josef (1911–1969), deutscher Schriftsteller und Lyriker sudetendeutscher Herkunft
- Schneider, Josef (1914–1976), deutscher Fußballtrainer
- Schneider, Josef (* 1957), deutscher Skilangläufer
- Schneider, Josef Honor (1804–1874), österreich-ungarischer Arzt, Schriftsteller und Naturforscher
- Schneider, Josefin (* 1997), deutsche Wasserspringerin
- Schneider, Joseph (* 1824), deutscher Jurist und Politiker
- Schneider, Joseph (1900–1986), deutscher Jurist, Präsident des Bundessozialgerichts
- Schneider, Jost (* 1962), deutscher Germanist und Hochschullehrer

### Schneider, Ju
- Schneider, Jule (* 1986), deutsche Volleyballspielerin
- Schneider, Julia (* 1990), deutsche Verwaltungswissenschaftlerin und Politikerin (Bündnis 90/Die Grünen), MdA
- Schneider, Julia (* 1995), deutsche Fußballspielerin
- Schneider, Julia C., deutsche Sinologin
- Schneider, Julian (* 1990), österreichischer Schauspieler
- Schneider, Julian (* 1996), deutscher Ruderer
- Schneider, Julius (1908–1988), deutscher Widerstandskämpfer gegen den Nationalsozialismus
- Schneider, Julius (1925–2009), deutscher Leichtathlet
- Schneider, Julius (* 1992), deutscher Politiker (SPD)
- Schneider, Junnosuke (* 1977), japanischer Fußballspieler
- Schneider, Jürg (* 1949), Schweizer Radrennfahrer
- Schneider, Jürgen (1931–2012), deutscher Physiker
- Schneider, Jürgen (* 1934), deutscher Bauunternehmer und PleitierJürgen Schneider (* 1934)

Jürgen Schneider (* 1934)

- Schneider, Jürgen (* 1937), deutscher Wirtschaftshistoriker
- Schneider, Jürgen, deutscher Pädagoge
- Schneider, Jürgen (* 1952), deutscher Übersetzer und Literaturwissenschafter
- Schneider, Jürgen (* 1954), deutscher Fußballspieler
- Schneider, Justus (1842–1904), deutscher Arzt und Schriftsteller
- Schneider, Jutta (* 1964), deutsche Biologin; Professorin an der Universität Hamburg